# Gewalt und Leidenschaft
Gewalt und Leidenschaft (Originaltitel: Gruppo di famiglia in un interno) ist ein Film von Luchino Visconti, der am 10. Dezember 1974 in Italien, am 27. März 1975 in Deutschland und am 23. Juni 1977 (als Conversation Piece) in den USA herauskam. 
Thematisch knüpft Visconti sowohl an Motive aus seiner Verfilmung Tod in Venedig (angedeutete homosexuelle Neigungen eines älteren Mannes zu einem Jüngeren) als auch an die satirischen Darstellungen des römischen Jet Sets in Fellinis Filmen an. Es ist Viscontis vorletzter Film, von ihm teilweise im Rollstuhl gedreht. Nach eigenen Worten wollte er mit dem Film auch allegorisch die Wehrlosigkeit des Bürgertums gegen Dekadenzeinflüsse oder den Faschismus zeigen.

## Handlung
Rom in den 1970er-Jahren: Ein amerikanisch-italienischer Professor lebt als Pensionär zurückgezogen in einem luxuriösen Palazzo und umgibt sich mit kostbaren Gemälden des 18. Jahrhunderts. Er pflegt kaum Kontakt mit Menschen außerhalb seiner langjährigen Haushälterin Erminia, doch selbst diese Beziehung ist von Distanz geprägt. Eines Tages klingelt der italienische Jet Set in Form der reichen, aber vulgären Gräfin Brumonti (ihr Mann ist ein politisch rechter Fabrikant, erscheint aber nie im Film) an seiner Tür. Die Gräfin schafft es, dem Professor aufzuschwätzen, die leerstehende Wohnung im oberen Stock des Palazzo zu vermieten. Ihr deutlich jüngerer deutscher Liebhaber Konrad Hübel, ihre jugendliche Tochter Lietta samt Fast-Verlobtem Stefano machen auch die Bekanntschaft mit dem Professor.
Der Professor wird in seiner Ruhe durch die aufdringlichen Neumieter gestört, die sogleich lautstark ihre Wohnung umbauen lassen, die Wohnung des Professors nach Hinweisen auf dessen Vergangenheit untersuchen, kleinere Partys feiern und amouröse Erlebnisse untereinander haben (darunter auch Konrad mit der Tochter der Gräfin). Doch neben der Verärgerung wird der Professor durch die jungen Leute belebt, er fühlt sich insbesondere zu dem provokanten, undurchsichtigen Konrad hingezogen. Die Vergangenheit des Gigolos Konrad als ehemaliger linker 68er, der dann in Drogen und Spielschulden abrutschte, wird angedeutet – ein völliger Kontrast zu dem vorherigen gänzlich anderen Leben des Professors, das von einer aristokratischen Erziehung und den Erlebnissen des Zweiten Weltkrieges geprägt war. Er arbeitete lange als Naturwissenschaftler in der Forschung, zog sich aber aus dieser zurück, da diese von Geldgier und Machtstreben vereinnahmt worden sei und nicht mehr dem Fortschritt der Menschen diene. Gelegentlich versinkt der Professor in Erinnerungsbildern an seine ehemalige Frau und an seine Mutter. Der Professor und Konrad haben ein gemeinsames Interesse an Kunst und befreunden sich zunehmend, nachdem letzterer eines Nachts zusammengeschlagen wird und der Professor ihn auffindet und medizinisch versorgt.
Der Professor lädt die Gräfin, Konrad, Lietta und Stefano zu einem Abendessen ein, bei dem er sie seine 'neue Familie' nennt und damit zugleich Zufriedenheit bekundet, dass sie mit ihrem Einzug Bewegung in sein eingefrorenes Leben gebracht haben. Unter seinen Gästen bricht aber ein Streit aus, in dem es um die zweifelhafte Vergangenheit Konrad Hübels und um seine Beziehung zur Gräfin geht. Diese will sich von ihrem Mann zwar scheiden lassen, jedoch nicht, um Konrad zu heiraten, da dieser deutlich jünger sei und gesellschaftlich unter ihr stehe. Konrad enthüllt daraufhin, dass er ihren Ehemann wegen dessen Unterstützung rechtsextremer Kreise ausspioniert habe. Dieser sei nicht wegen Geschäften, sondern aus Angst vor einer Verhaftung in die Franco-Diktatur nach Spanien geflogen. Die Gräfin und der konservative Unternehmerssohn Stefano distanzieren sich daraufhin von Konrad. Der Professor lehnt deren reaktionäre Überzeugungen ab, schreitet aber nicht weiter ein, um Konrad zu unterstützen.
Konrad geht, nachdem er sich zuvor brieflich von seinem neuen 'Vater' verabschiedet und angedeutet hatte, dass sie sich wahrscheinlich nicht mehr lebend sehen würden, nach oben. Unmittelbar danach kommt es zu einer Gasexplosion, bei der Konrad ums Leben kommt. Der Professor macht sich Selbstvorwürfe wegen Konrads Tod und erkrankt schwer. Das letzte Bild zeigt ihn am Tropf hängend auf seinem Krankenbett, während ihn die Gräfin, Lietta und Stefano besuchen. Die Gräfin erklärt, dass Konrad Selbstmord begangen habe, um sich an ihr zu rächen und das letzte Wort zu haben. Lietta spricht als Letzte mit dem Professor und glaubt, dass sich Konrad nicht selbst das Leben genommen habe, sondern umgebracht wurde.

## Produktionshintergrund
Die Dreharbeiten zu Gewalt und Leidenschaft fanden zwischen dem 8. April und 15. Juli 1974 in Rom statt. Visconti, dessen vorletzter Film vor seinem Tod es wurde, war bei den Dreharbeiten bereits körperlich geschwächt. In dem Film spiegelt sich auch die aufgeheizte politische Lage im Italien der 1970er-Jahre wider. Ereignisse wie der Terroranschlag von Brescia durch Neofaschisten am 28. Mai 1974 sowie Entführungen durch die Roten Brigade fanden während der Dreharbeiten statt und fanden mediale Beachtung. Visconti befürchtete die Gefahr einer neofaschistischen Katastrophe und versuchte mit dem Film, ein Klima von Terror und Verschwörungen zu vermitteln.
Nach ihrem gemeinsamen Erfolg mit Der Leopard im Jahr 1963 war es die zweite Zusammenarbeit Viscontis mit Burt Lancaster. Die zweite Hauptrolle übernahm Viscontis langjähriger Lebensgefährte Helmut Berger. Da Visconti selbst aus altem Adel stammt und die Figur des Professors mit ihm einige Ähnlichkeiten teilt, erhält der Film durch die Besetzung auch eine autobiografische Note. Visconti reflektiert im Film seine Beziehung zu Berger. Neben den größeren Rollen haben die Filmdiven Dominique Sanda und Claudia Cardinale Cameo-Auftritte, in denen sie in zwei Rückblenden in der Rolle der Mutter und der Ehefrau des Professors erscheinen.
Für die Kostüme waren Piero Tosi und Vera Marzot zuständig, während Yves Saint Laurent für die Kleider von Helmut Berger und das Unternehmen Fendi für die Pelze der Figur von Silvana Mangano zuständig waren. Als Musik zum Film sind unter anderem Testarda Io von Iva Zanicchi, Desiderare von Caterina Caselli, Mozarts Sinfonia concertante (KV 364) und die Arie K 418 „Vorrei spiegarvi, oh Dio!“ zu hören. Lietta rezitiert W. H. Auden („There is no sex life in grave“).
Der US-Titel Conversation Piece steht dem italienischen Titel Gruppo di famiglia in un interno (Deutsch: „Familiengruppe in einem Innenraum“) nahe und stammt von der kunstwissenschaftlichen Bezeichnung für englische Gruppenporträts des 18. Jahrhunderts, die der Professor auch im Film sammelt.
2013 drehte Ferdinando Cito Filomarino anlässlich der Restaurierung und Digitalisierung des Films einen Dokumentar- und Kurzfilm über die Genese des Films.

## Synchronisation
Der Film wurde in englischer Sprache gedreht und für die italienische Fassung synchronisiert. Die deutsche Synchronfassung entstand zur Kinopremiere bei der Arnold & Richter KG in München, für Dialogbuch und Dialogregie zeichnete Conrad von Molo verantwortlich.
| Rolle                    | Schauspieler     | Dt. Synchronstimme |
| ------------------------ | ---------------- | ------------------ |
| der Professor            | Burt Lancaster   | Holger Hagen       |
| Konrad Huebel            | Helmut Berger    | Jürgen Clausen     |
| Marchesa Bianca Brumonti | Silvana Mangano  | Rosemarie Fendel   |
| Lietta Brumonti          | Claudia Marsani  | Andrea L’Arronge   |
| Stefano, Liettas Freund  | Stefano Patrizi  | Ivar Combrinck     |
| Erminia                  | Elvira Cortese   | Maria Landrock     |
| Portier                  | Philippe Hersent | Walter Ofiera      |
| Kunsthändler Blanchard   | Jean-Pierre Zola | Ernst Kuhr         |

## Auszeichnungen
Der Film erhielt 12 Preise und wurde für vier weitere nominiert.
Er erhielt unter anderem den Preis der italienischen Filmkritik (Nastro d’Argento) für Regie, Kamera, Produktion, Produktionsdesign und die beste Nachwuchsschauspielerin (Marsani). Das italienische Oscar-Äquivalent David di Donatello erhielt der Film in den Kategorien Bester Film und für Burt Lancaster als Besten ausländischen Schauspieler. 1975 wurde er auf dem Valladolid International Film Festival mit dem Golden Spike ausgezeichnet.

## Kritiken
„Im Zusammenprall zweier grell kontrastierter Milieus werden die Konsequenzen des Rückzuges aus der zwischenmenschlichen und gesellschaftlichen Verflechtung reflektiert. Bewegendes, Skepsis und Lebenshoffnung verbindendes Alterswerk des wie immer ästhetisch ausgefeilt gestaltenden Luchino Visconti.“

„Gewalt und Leidenschaft" ist nach "Der Leopard" ein weiteres Meisterwerk von Luchino Visconti - eine Bild gewaltige, bewegende Studie über den Zusammenprall zweier Milieus, mit der der italienische Meisterregisseur seiner Beziehung zu Helmut Berger, mit dem er zwei Jahre zuvor auch "Ludwig II." gedreht hatte, ein Denkmal setzte.“

„Luchino Visconti reflektiert in seinem vorletzten Film und im Angesicht des eigenen Todes über die Kluft zwischen den Generationen und schlägt dabei gekonnt eine Brücke zwischen der Antiquiertheit seiner früheren Filme („Der Leopard“) und einer modernen Lebensauffassung, wie sie bislang in seinem Werk noch nicht propagiert wurde. Seine exquisiten Dekorationen und das in seinen Bann ziehende Spiel Burt Lancasters und Silvana Manganos machen den sehr dialoglastigen Film trotz seiner Überlänge sehr unterhaltsam.“

„["Gewalt und Leidenschaft"] ist einer der schönsten Filme überhaupt. Jede Szene zeugt von Reife; das ist vollendete Filmkunst. Wie die alten Meister so schaut man sich diesen Film an; wie die alten Meister mit denen sich der alternde […] Professor in seiner Wohnung in Italien umgibt.“